# Earl of Salisbury
Earl of Salisbury ist ein erblicher britischer Adelstitel, der fünfmal in der Peerage of England verliehen wurde und nach der Stadt Salisbury in Wiltshire benannt ist.

## Verleihungen
Der Titel wurde erstmals um 1145 an Patrick de Salisbury verliehen, der aus einer normannischen Familie stammte. Seine Enkelin Ela of Salisbury, die 3. Countess, war mit William Longespée, einem unehelichen Sohn König Heinrichs II. verheiratet, der das Earldom aus ihrem Recht führte. Ela überlebte ihren Sohn William Longespée († 1250) und ihren Enkel William Longespée († 1256/57) und hinterließ den Titel 1260 ihrer Urenkelin Margaret Longespée, 4. Countess of Salisbury, die mit Henry de Lacy, 3. Earl of Lincoln verheiratet war. Da deren Söhne jung starben fielen beim Tod Margarets und Henrys um 1310 und 1311 die Titel an deren Tochter Alice de Lacy als 5. Countess of Salisbury und 4. Countess of Lincoln. Alice war in erster Ehe mit Thomas Plantagenet, 2. Earl of Lancaster, einem Cousin König Eduards II., verheiratet. Dieser führte 1321 eine Adelsrevolte gegen Eduard II. an und als er 1322 wegen Hochverrats hingerichtet wurde, wurden auch der Countess ihre sämtlichen Titel aberkannt.
Am 13. März 1337 wurde der Titel in zweiter Verleihung für William de Montagu, 3. Baron Montagu (auch Montacute) neu geschaffen. Er hatte bereits 1319 von seinem Vater den 1299 seinem Großvater als Barony by writ verliehenen Titel Baron Montagu geerbt und war seit 1333 King of Mann. Beim Tod seines Sohnes, des 2. Earls, 1397 ging das Kingdom of Mann an William le Scrope, das Earldom und die Baronie fiel an seinen Neffen John Montagu, 4. Baron Monthermer als 3. Earl. Dieser hatte bereits um 1390 von seinem Vater den diesem 1357 verliehenen Titel 2. Baron Montagu sowie 1395 von seiner Mutter den 1309 geschaffenen Titel 4. Baron Monthermer geerbt. John wurde 1400 wegen Hochverrats hingerichtet und ihm seine Titel aberkannt, sein Sohn Thomas Montagu erreichte aber 1421, dass die Titel für ihn als 4. Earl wiederhergestellt wurden. Ihn beerbte 1428 seine einzige Tochter Alice, deren Ehegatte Richard Neville das Earldom aus ihrem Recht führte. Ihr Sohn, Richard Neville, 6. Earl of Salisbury war durch Ehe mit Anne Neville, 16. Countess of Warwick seit 1449 auch Earl of Warwick. Als dieser 1471 ohne Söhne starb, ruhte der Titel zunächst, da mehrere mögliche Erben den Titel für sich beanspruchten.
König Eduard IV. vergab den Titel am 25. März 1472 in dritter Verleihung neu, nämlich zusammen mit dem ebenfalls neu geschaffenen Titel Earl of Warwick an seinen Bruder George Plantagenet, 1. Duke of Clarence. 1461 war dieser bereits zum Duke of Clarence erhoben worden. 1478 wurde er wegen Hochverrats hingerichtet und die Titel aberkannt.
Sein Nachfolger in vierter Verleihung wurde am 15. Februar 1478 der damals fünfjährige Edward of Middleham. Als dessen Vater 1483 als Richard III. zum König gekrönt wurde, wurde er als Thronfolger auch zum Prince of Wales, Duke of Cornwall und Earl of Chester erhoben. Er starb bereits 1484, sodass die Titel erloschen.
1485 wurde der Streit um die ruhenden Titel des Richard Neville beendet. Der Earlstitel wurde Edward Plantagenet als 7. Earl of Salisbury und 17. Earl of Warrick zugesprochen. Er war mütterlicherseits ein Enkel des 6. Earl of Salisbury und väterlicherseits ein Sohn des 1. Dukes of Clarence und Earls of Salisbury dritter Verleihung. Die Bestätigung der Titel kann daher auch als Wiederherstellung der Titel dritter Verleihung betrachtet werden. Auch er wurde 1499 wegen Hochverrats hingerichtet und seine Titel ihm aberkannt. Seine Schwester Margaret Pole erwirkte 1513 die Wiederherstellung der Titel zu ihren Gunsten bekam sie aber schließlich 1539 wegen Hochverrats aberkannt.
Am 4. Mai 1605 wurde der Titel in fünfter Verleihung für Robert Cecil, 1. Viscount Cranborne, einen engen Berater König Jakobs I., neu geschaffen. Er war ein jüngerer Sohn von William Cecil, 1. Baron Burghley, eines bedeutenden Staatsmannes in der Ära der Königin Elisabeth I. Bereits am 13. August 1603 war er zum Baron Cecil, of Essendon in the County of Rutland, und am 20. August 1604 zum Viscount Cranborne erhoben worden. Sein Ur-ur-ur-ur-urenkel	James Cecil, 7. Earl of Salisbury wurde am 18. August 1789 in der Peerage of Great Britain zum Marquess of Salisbury erhoben. Das Earldom Salisbury und die übrigen Titel sind seither nachgeordnete Titel des jeweiligen Marquess.
Der spätere 5. Marquess, Robert Gascoyne-Cecil, wurde 1941 durch Writ of Acceleration ins House of Lords berufen und bekam dazu vorzeitig den nachgeordneten Titel seines Vaters, Baron Cecil, als 11. Baron vorzeitig übertragen. Ebenso wurde der aktuelle Titelinhaber, Robert Gascoyne-Cecil, 7. Marquess of Salisbury, der den Marquesstitel beim Tod seines Vaters 2003 erbte, bereits 1992 durch Writ of Acceleration vorzeitig als 13. Baron Cecil ins House of Lords berufen. Als durch den House of Lords Act 1999, der Anspruch erblicher Peers auf einen Parlamentssitz abgeschafft wurde, wurde er zudem am 17. November 1999 als Baron Gascoyne-Cecil, of Essendon in the County of Rutland, zum Life Peer erhoben, wodurch er seinen Sitz im House of Lords behalten konnte.

## Liste der Earls of Salisbury

### Earls of Salisbury, erste Verleihung (um 1145)
- Patrick of Salisbury, 1. Earl of Salisbury († 1168)
- William of Salisbury, 2. Earl of Salisbury († 1196)
- Ela of Salisbury, 3. Countess of Salisbury († 1261) ⚭ William Longespée, de iure uxoris Earl of Salisbury (um 1167–1226)
- Margaret Longespée, 4. Countess of Salisbury († um 1310)
- Alice de Lacy, 5. Countess of Salisbury, 4. Countess of Lincoln (1281–1348) (Titel verwirkt 1322)

### Earls of Salisbury, zweite Verleihung (1337)
- William Montagu, 1. Earl of Salisbury (1301–1344)
- William Montagu, 2. Earl of Salisbury (1329–1397)
- John Montagu, 3. Earl of Salisbury (1350–1400) (Titel verwirkt 1400)
- Thomas Montagu, 4. Earl of Salisbury (1388–1428) (Titel wiederhergestellt 1421)
- Alice Montagu, 5. Countess of Salisbury (1407–1462) ⚭ Richard Neville, de iure uxoris Earl of Salisbury (1400–1460)
- Richard Neville, 6. Earl of Salisbury, de iure uxoris Earl of Warwick (1428–1471) (Titel ruhen 1471)
- Edward Plantagenet, 17. Earl of Warwick, 7. Earl of Salisbury (1475–1499) (Ruhen 1485 beendet; Titel verwirkt 1499)
- Margaret Pole, 8. Countess of Salisbury (1473–1541) (Titel wiedergestellt 1513; Titel verwirkt 1539)

### Earls of Salisbury, dritte Verleihung (1472)
- George Plantagenet, 1. Duke of Clarence, 1. Earl of Salisbury (1449–1478) (Titel verwirkt 1478)

### Earls of Salisbury, vierte Verleihung (1478)
- Edward Plantagenet, 1. Earl of Salisbury (1473–1484)

### Earls of Salisbury, fünfte Verleihung (1605)
- Robert Cecil, 1. Earl of Salisbury (1563–1612)
- William Cecil, 2. Earl of Salisbury (1591–1668)
- James Cecil, 3. Earl of Salisbury (1646–1683)
- James Cecil, 4. Earl of Salisbury (1666–1694)
- James Cecil, 5. Earl of Salisbury (1691–1728)
- James Cecil, 6. Earl of Salisbury (1713–1780)
- James Cecil, 1. Marquess of Salisbury, 7. Earl of Salisbury (1748–1823)
- James Gascoyne-Cecil, 2. Marquess of Salisbury, 8. Earl of Salisbury (1791–1868)
- Robert Gascoyne-Cecil, 3. Marquess of Salisbury, 9. Earl of Salisbury (1830–1903)
- James Gascoyne-Cecil, 4. Marquess of Salisbury, 10. Earl of Salisbury (1861–1947)
- Robert Gascoyne-Cecil, 5. Marquess of Salisbury, 11. Earl of Salisbury (1893–1972)
- Robert Gascoyne-Cecil, 6. Marquess of Salisbury, 12. Earl of Salisbury (1916–2003)
- Robert Gascoyne-Cecil, 7. Marquess of Salisbury, 13. Earl of Salisbury (* 1946)

Heir Apparent ist der älteste Sohn des aktuellen Titelinhabers, Robert Gascoyne-Cecil, Viscount Cranborne (* 1970).